# 여기는 한국!
여기는 한국!(This Is Korea!)은 미국에서 제작된 존 포드 감독의 1951년 다큐멘터리 영화이다. 존 아일랜드 등이 주연으로 출연하였다.
6.25 전쟁에 관한 다큐멘터리 영화이며 리퍼블릭 픽처스에 의해 극장 개봉하였다.
미국 해병사단, 특히 제1해병사단 (미국), 제7함대 (미국)가 서울 수복 전투, 장진호 전투 등에 참전하는 과정을 그리고 있다.

## 출연

### 주연
- 존 아일랜드

### 조연
- Arthur Struble